# Angara (raket)
Angara (opkaldt efter Angarafloden) er en russisk rakettype, der er under udvikling af den russiske virksomhed GKNPTS Khrunitjev.
Raketterne har til formål at opsende nyttelaster på mellem 3.800 og 24.500 kg til lavt jordkredsløb og skal sammen med Sojuz-2-raketterne afløse en række af de nuværende raketter, der i dag benyttes af Rusland.
Beslutningen om udviklingen af det nye raketsystem blev taget i 1992 efter Sovjetunionens opløsning og den 26. august 1995 iværksatte den russiske regering det konkrete udviklingsprogram. Formålet med udviklingen var at gøre Rusland mindre afhængig af Zenit-raketter fremstillet i Ukraine, ligesom de nye raketter mindsker afhængigheden af at opsende raketterne fra Bajkonur-kosmodromen i Kasakhstan. Angara-raketterne skal opsendes fra Kosmodrom Øst, der ligger på 51°N, og Plesetsk-kosmodromen på 63°N.
Den første raket blev opsendt den 9. juli 2014 fra Plesetsk.